# Walter E. Williams
 (mai 2018).
Si vous disposez d'ouvrages ou d'articles de référence ou si vous connaissez des sites web de qualité traitant du thème abordé ici, merci de compléter l'article en donnant les références utiles à sa vérifiabilité et en les liant à la section « Notes et références ».
Pour les articles homonymes, voir Williams.
Walter Edward Williams, né le 31 mars 1936 à Philadelphie et mort le 1er décembre 2020 sur le campus de l'Université George-Mason en Virginie, est un économiste américain et professeur à l'Université George Mason (États-Unis). Il est également chroniqueur et auteur connu pour ses idées libertariennes.

## Biographie
Il a obtenu son doctorat à l'Université de Californie, de Los Angeles en 1972. Lorsqu'il était étudiant à UCLA, il était ami avec l'économiste et chroniqueur Thomas Sowell. La correspondance entre Thomas Sowell et Walter Williams fut publiée en 2007.
Walter Williams est professeur d'économie à l'Université George Mason depuis 1980, et il fut directeur du département économique de cette Université entre 1995 et 2001. Il fut également enseignant à la faculté de Los Angeles City College, de la California State University à Los Angeles, de la Temple University et du Grove City College.
Il a écrit des centaines d'articles dont certains publiés chaque semaine dans environ 140 journaux à travers les États-Unis, ainsi que sur plusieurs sites Web. En tant qu'économiste, il parle et il écrit sur les vertus du libre marché, les inconvénients des systèmes socialistes et l'intervention du gouvernement.

## Œuvres
- (en) Walter E. Williams, South Africa's War Against Capitalism, Praeger, septembre 1989, 172 p. (ISBN 027593179X).
- (en) Walter E. Williams, All It Takes Is Guts : A Minority View, Gateway Books, mai 1988, 189 p. (ISBN 0895265699).